# 湯安諾
湯安諾（Anote Tong，1952年6月11日—），華裔基里巴斯政治人物，基里巴斯第4任總統及外交部長。他因努力讓世界知道氣候變化威脅而知名國際。

## 早年生活
他出生於萊恩群島的塔布阿埃蘭環礁，是六個孩子中的第三個。湯安諾的父親是中国移民汤定凯，於二戰結束後由中國广东移居當地，並與當地一女子結婚。他曾於倫敦政治經濟學院修讀，1974年於新西兰坎特伯雷大學畢業。

## 政治生涯
他於1976年進入政壇，任教育部副書記，80年代在交通部任職。1994年起擔任國會議員，時任總統塞布羅羅·斯托提名他為環境與自然發展部長。
在2003年他參加總統大選，7月大選中他以47.4%得票率得勝，險勝其兄長湯哈利的43.5%。反對派質疑存在選舉舞弊，但經最高法院確認不存在舞弊行為後，他於同年7月10日就職總統。湯安諾在總統選戰中曾指基里巴斯重新評估出借給中华人民共和国的衛星監視基地的決定。就任後湯安諾即於2003年11月7日與中華民國建立外交關係，之後中华人民共和国宣佈斷交並撤走基地。
2007年10月17日，湯安諾以超過六成的得票率再度蟬聯總統寶座，當時反對黨提名的兩位候選人都被判定沒有資格參選，因此反對派抵制了選舉，當中包括他的兄長湯哈利。
2012年1月13日，他在總統選舉中得了略高於40%的普選票，他以2,000多票的優勢擊敗另外兩名候選人。
2016年卸任總統後宣佈退休，退出政界。他的兒子文森特·汤（Vincent Tong）於2020年當選基里巴斯議員。